# Agogwe
El agogwe es descrito como un bípedo humanoide pequeño reportado en los bosques de África Oriental. Mide de 1 a 1.7 m de alto con brazos largos y un pelaje despeinado y se dice tiene piel rojiza debajo de su pelaje. También se lo describe teniendo pelaje negro o gris. Sus pies son de aproximadamente 12 cm con dedos oponibles. Se alega que existen diferencias entre él y los simios conocidos incluyendo una frente redondeada, incisivos pequeños, su pelaje y color de piel.

## Avistamientos
El primer avistamiento documentado fue en los 1900 por el Capitán William Hichens quien reportó su experiencia en el diciembre de 1937 en la edición de la revista de Discovery de la siguiente forma: "Hace algunos años fui enviado en un caza de leones oficial en esta área (los bosques Ussure y Simibit en el lado occidental de las llanuras Wembare) y, mientras esperaba en un claro por un come hombres,  vi dos pequeñas, marrones y peludas criaturas venir del denso bosque a un lado del claro y desaparecieron entre los matorrales. Eran como hombres pequeños, de aproximadamente 4 pies de alto, caminando erguidos, pero revestidos de un pelaje rojizo. El cazador nativo que me acompañaba miraba fijamente en asombro y miedo mezclados. Eran, decía, agogwe, los pequeños hombres peludos que uno no ve nunca en su vida."
Cuándo Hitchens fue criticado y ridiculizado, Cuthbert Burgoyne escribió una carta a la revista en 1938 relatando su avistamiento de manera similar en 1927 mientras navegaba por África Oriental portuguesa en un carguero japonés. Estaban bastante cerca de la orilla que podían ver la playa que usando un "lente de doce magnificaciones"  miraron un grupo de mandriles que  se alimentaban y... " mientras mirábamos, dos pequeños hombres marrones caminaban juntos fuera de un arbusto entre los mandriles. Eran ciertamente ningún  mono conocido y aun así tenían  que haber sido semejantes o los mandriles se habrían. Estaban demasiado lejos para ser vistos en gran detalle, pero estos pequeños animales humanoides  eran entre cuatro y cinco pies de altura, bastante erguidos y de grácil figura. Para el momento estaba bastante emocionado pues no se parecían a ninguna bestia del cual había oído o leído. Más tarde un amigo y cazador  me diji que estaba en la África Oriental Portuguesa con su mujer y tres cazadores, y vio una madre, padre y niño, aparentemente de la misma especie, paseando a través  de un arbusto. Los indígenas ruidosamente le prohibieron disparar." Sin la cita, un reporte del Señor Burgoyne fue hecho.
Charles Cordier, un coleccionista  de animales profesional quién trabajó para zoológicos y museos, siguió la pista de un agogwe en Zaire a  finales de 1950 e inicios de 1960. Una vez, dijo Cordier, un agogwe estaba enredado en una trampa para aves. " Cayo de frente," dicho Cordier, "giró, se sentó encima, tomó el nudo de sus pies, y camino fuera  de la trampa antes de que africano cercano pudiera hacer cualquier cosa".

## Otros nombres
El agogwe es también conocido como el kakundakari o kilomba en Zimbabue y en la región de Congo. Aproximadamente 1.7m (5ft 7in) de alto y cubierto de  pelo, se dice que caminan erguidos como humanos.   
En Costa de Marfil  es conocido como el sehite.
"En Tanzania y el norte de Mozambique,  hablan del agogure o agogue, un humanoide, pigmeo de brazos largos con un pelaje color tierra rojizo. A pesar de que su es descrito como grotesco, se dice que es más malicioso que amenazador."

## Hipótesis
Algunas de las hipótesis formuladas para explicar los avistamientos del agogwe son las siguientes. Este puede tratarse de una especie superviviente de un Australopithecus grácil, un primate bípedo extinto que data de hace aproximadamente 2.5-4.5 millones de años. Las huellas de Australopithecus tenían un dedo un poco divergido (lejos de oponible), pero la altura global y el resto de la descripción encajan. Sin embargo, el pie de Australopithecus pudo haber cambiado al paso de los millones de años.

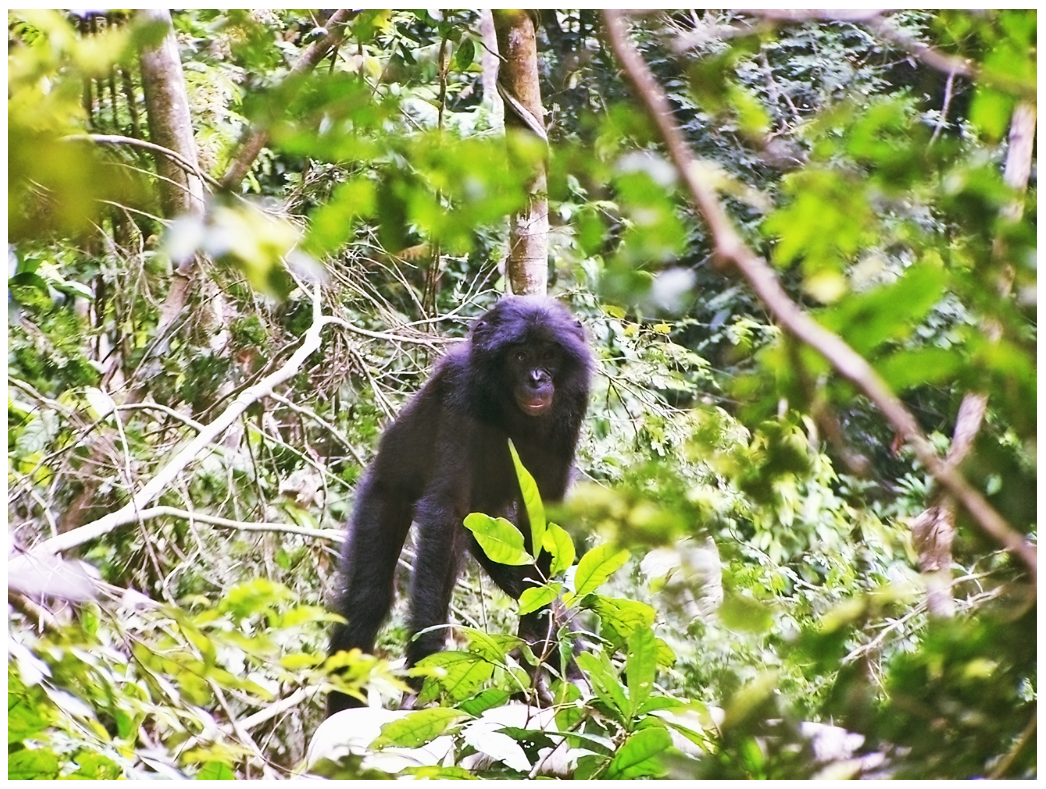
Bonobo juveníl

Otra hipótesis, aunque mayormente improbable, es la posible supervivencia de gibones en África. Los gibones son simios pequeños sin cola que habitan en el sudeste de Asia, con frentes redondeadas e incisivos pequeños; están cercanamente emparentados con el resto de homínidos incluyendo al ser humano. El problema principal con esta hipótesis es que los gibones raramente bajan a tierra y principalmente se mueven con sus brazos. Aun así, pueden ser capaces de caminar sobre el suelo con sus extremidades posteriores.
Otra posibilidad es que un chimpancé se ha adaptado al campo abierto y ha llenado el nicho parecido al de los antiguos Australopithecus.
Asimismo, otra posibilidad es que los agogwe son bonobos, una especie hermana del chimpancé, los cuales tienen la posibilidad de erguirse aproximadamente ¼ del tiempo.